# جوشوا بلوخ
جوشوا بلوخ (بالإنجليزية: Joshua Bloch)‏  (و. 1961  م) هو مهندس، وعالم حاسوب أمريكي.

## التعليم
تعلم في جامعة كارنيغي ميلون، ومؤسسة فو المدرسية للهندسة والعلوم التطبيقية ‏.